# Gabriel Fauré
Gabriel Urbain Fauré (tiếng Pháp: [ɡabʁiɛl yʁbɛ̃ fɔʁe], sinh năm 1845 tại Pamiers, mất năm 1924 tại Paris) là nhà soạn nhạc, nghệ sĩ đàn organ người Pháp. Ông là một trong những nhà soạn nhạc xuất sắc của Pháp thế kỷ XIX và phong cách sáng tác của ông gây ảnh hưởng lớn đối với các nhà soạn nhạc thế kỷ 20.
Các tác phẩm nổi tiếng của ông phần lớn được sáng tác trong giai đoạn đầu đời, chẳng hạn Pavane, Requiem, Sicilienne, các bản nocturne chi piano and các ca khúc "Après un rêve" and "Clair de lune". Giai đoạn sáng tác về sau tuy không được phổ biến bằng nhưng được đánh giá cao về sự phức tạp trong phong cách hòa âm và giai điệu. Âm nhạc của Fauré được xem như cầu nối giữa Âm nhạc thời kỳ Lãng mạn và âm nhạc hiện đại của thế kỉ 20. 
Trong 20 năm cuối cuộc đời Fauré bị ảnh hưởng của bệnh điếc tiến triển ngày càng trầm trọng, âm nhạc của ông thời kỳ này đôi khi mang tính chất khép kín khó nắm bắt, trái với tính chất quyến rũ của các sáng tác giai đoạn đầu.

## Cuộc đời và sự nghiệp

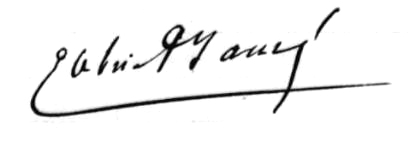
Chữ ký của Gabriel Fauré

Gabriel Fauré sinh ra  ở Pamiers, Ariège, miền nam nước Pháp là con út và con trai thứ 5 trong một gia đình nhà giáo có 6 con. Gia đình ông vốn hiện diện ở vùng này từ thế kỷ 13, vốn sở hữu nhiều điền sản tuy nhiên đến đầu thế kỷ 19 đã sa sút nhiều.
Tuy cha mẹ Gabriel không thích âm nhạc nhưng đứa con thứ sáu của họ có năng khiếu âm nhạc từ rất sớm. Ông Saubiac, một nghị sĩ trong vùng, sau khi nghe Gabriel Fauré mới có 9 tuổi chơi đàn, đã đề nghị cha Fauré gửi ông theo học nhạc tại Trường Niedermeyer ở Paris. Sau một năm suy nghĩ cha ông, với sự hỗ trợ của giám mục vùng đã cho ông vào trường và tại trường này Fauré đã được tiếp cận một nền giáo dục âm nhạc tuyệt vời. Từ năm 1861, sau khi Niedermeyer qua đời, Camille Saint-Saëns đảm nhiệm vị trí giảng dạy piano, mở đầu cho mối quan hệ khăng khít 60 năm sau này giữa hai nhà soạn nhạc.
Sau tốt nghiệp năm 1866, Fauré được nhận việc chơi đàn organ tại Nhà thờ Saint Sauveur, Rennes, đồng thời nhận dạy thêm học trò. Tuy nhiên ông không thích cuộc sống tại Rennes và quan hệ giữa ông và linh mục vùng không được tốt. Đến năm 1870 ông bị đề nghị từ chức. Với sự giúp đỡ của Camille Saint-Saëns ông liền được nhận vào chơi đàn ở nhà thờ Notre-Dame de Clignancourt, phía bắc Paris. Được vài tháng thì chiến tranh Pháp Phổ nổ ra, Fauré tình nguyện gia nhập quân đội. Sau thất bại của Pháp và xảy ra sự kiện Công xã Paris, Fauré rời Paris sang Thụy Sĩ nhận vị trí giảng dạy ở trường Niedermeyer lúc này tạm dời sang đây.
Tháng 10 năm 1871, Fauré trở về Paris nhận vị trí chỉ huy hợp xướng ở nhà thờ Saint-Sulpice.
Năm 1871, Fauré tham gia thành lập hội Société nationale de musique nhằm mục đích xiển dương âm nhạc nước Pháp và trở thành thư kí hội từ năm 1874.
Năm 1874, Fauré chuyển sang làm trợ lí cho Saint-Saëns chơi organ  ở nhà thờ Église de la Madeleine.
Năm 1883, ông cưới Marie Fremiet, con gái nhà điêu khắc Emmanuel Fremiet và đôi vợ chồng sinh 2 người con vào năm 1883 và 1889. Ngoài ra ông còn nhiều mối quan hệ lãng mạn ngoài hôn nhân với Emma Bardac vào khoảng 1892, sau đó là Adela Maddison, và từ 1900 cho đến cuối đời với Marguerite Hasselmans.
Năm 1892, Fauré đảm nhiệm vị trí thanh tra của Nhạc viện Paris. Từ năm 1896, ông là giáo sư sáng tác của Nhạc viện Paris thay cho Jules Massenet từ chức, và tiếp đến là hiệu trưởng trong những năm 1905-1920.
Ông có những học trò xuất sắc như Ravel, Boulanger, Enescu, Schmitt, Koechlin, Roger-Ducasse.
Fauré qua đời tại thủ đô Paris năm 1924.

## Phong cách sáng tác
Âm nhạc của Gabriel Fauré chậm được công nhận ngoài nước Pháp, nhưng giờ đây ông được coi là một trong những nhà soạn nhạc lớn nhất của Pháp, là bậc thầy về liên ca khúc, nhà thơ của đàn phím, người viết nhạc thính phòng sâu sắc.

## Một số tác phẩm
Fauré để lại các vở opera Prométhée (1900), Pénélope (1913), bản Requiem (1887), nhạc cho vở kịch của Alexandre Dumas (1888), Shylok của Hauraucourt (vở kịch dựa trên tác phẩm của William Shakespeare) (1889), những tác phẩm cho dàn nhạc, đáng chú ý có Pavane (1887), tổ khúc Pelléas và Mélisande trích từ âm nhạc của kịch nói của Maerterlinck (1898), bản Những mặt nạ và những điệu nhảy vùng Bergamo (1919), những tác phẩm cho dàn đồng diễn khí nhạc thính phòng gồm có tam tấu, tứ tấu, ngũ tấu, hai bản sonata cho violin và piano (1876, 1921), 13 bản norturne, 13 bản bacarolle, những liên khúc romance, những hợp xướng.